# Холодне літо п'ятдесят третього…
«Холодне літо п'ятдесят третього…» (рос. «Холодное лето пятьдесят третьего») — радянський художній фільм 1987 року про декілька трагічних днів 1953 року в далекому поселенні на Російській Півночі та про в'язнів-кримінальників, амністування котрих обернулося новими злочинами.
Картина удостоєна ряду кінопремій, зокрема: Всесоюзний кінофестиваль (1988) — Премія журі; Премія «Ніка» (1989) за 1988 рік у номінації за «Найкращий ігровий фільм» і Валерію Прийомихову — у номінації «Найкраща чоловіча роль»; Державна премія СРСР (1989) — режисеру Олександру Прошкіну, акторам Анатолію Папанову, Валерію Прийомихову, художнику-постановнику Валерію Філіппову.

## Назва
Літо 1953 року не відрізнялось погодними феноменами. Але його зробили холодним кримінальні в'язні, амністія яких закінчилася новими злочинами на волі. Назва кінострічки мала метафоричний характер. Фільм — драматична розповідь про репресії комуністичного уряду проти власного народу в СРСР та важке повернення до реального життя в'язнів концтаборів (з малими людськими якостями) після першої післясталінської зміни в комуністичному уряді.

## Знімальна група
- Автор сценарію: Едгар Дубровський
- Режисер-постановник: Олександр Прошкін
- Оператор-постановник: Борис Брожовський
- Художник-постановник: Валерій Филиппов
- Композитор: Володимир Мартинов
- Звукооператор: Олександр Циганков

## Акторський склад
- Прийомихов Валерій Михайлович — «Лузга» (Сергій Петрович Басаргін, колишній військовий розвідник і в'язень радянського концтабору)
- Папанов Анатолій Дмитрович — «Копалич» (Миколай Павлович Старобогатов, колишній інженер і в'язень радянського концтабору, «англійський шпигун» за звинуваченням) (озвучував роль Ігор Єфимов через передчасну смерть Папанова)
- Віктор Степанов — Манков, дільничний міліціонер
- Ніна Усатова — Лідія Матвіївна, німа куховарка
- Зоя Буряк — Шура, донька Лідії Матвіївни
- Юрій Кузнецов — Іван Зотов, управитель факторії
- Володимир Кашпур — Фадеіч, начальник річкового рейду
- Сергій Власов — злочинець Вітьок
- Володимир Головін — злочинець «Барон», «вор в законі»
- Андрій Дударенко — злочинець Міхалич
- Олександр Зав'ялов — злочинець «Муха»
- Олексій Колесник — злочинець «Крюк»
- Віктор Косих — злочинець «Шуруп»
- Єлизавета Солодова — дружина Старобогатова
- Борис Плотніков — син Старобогатова